# Bertrand Carcassonne
Bertrand Carcassonne (Perpinyà, 16 d'octubre del 1728 - després del 1789) va ser un cirurgià i metge rossellonès.

## Biografia
Bertrand (algun cop referenciat incorrectament com a Bernard) Gaudéric Carcassonne estudià llatí inicialment, i els anys 1751-1752 els dedicà a la filosofia, a la universitat de Perpinyà. Tot i que els seus pares l'empenyien a cursar la carrera de teologia, que encetà a contracor, marxà del Rosselló i es formà en cirurgia a les escoles i hospitals de París i Montpeller; a aquesta darrera ciutat obtingué el grau de Maitre-ès-arts. De tornada a Perpinyà, rebé la Mestria de Cirurgia el 28 de maig del 1757, i es dedicà a l'exercici de la professió de cirurgià-barber, sembla que amb un cert èxit econòmic. Els anys 1762-1764 estudià medicina a la universitat rossellonenca, però es doctorà a la d'universitat d'Aurenja (1766), encara que posteriorment la universitat perpinyanenca li retragué de no haver estudiat a la ciutat provençal el temps mínim requerit legalment per al títol. El 1765 era cirurgià en cap de l'hospital de les Penedides. El juliol del 1773 reemplaçà temporalment Joseph Barthélémy François Carrère com a Inspector General de les Aigües Minerals de la província del Rosselló i del Comtat de Foix i, poc després (8 d'octubre del 1773), rebé els nomenaments de metge-conseller ordinari del rei, i d'intendent de les aigües minerals de Nyer, Vinçà i Sant Martí (El Voló?); el 1777 constava com a Cirurgià Jurat de Perpinyà. Intentà accedir a la universitat rossellonesa com a professor agregat, però el claustre el refusà perquè no era titulat de la institució i també, possiblement, per l'exercici de la cirurgia (el claustre li retreia que exercís "l'art mecànic de cirurgià-barber", tant personalment com amb treballadors contractats). Carcassonne apel·là al Consell Sobirà i al Consell d'Estat del Rei, que li atorgaren la raó i forçaren la universitat a acceptar-lo com a agregat el novembre del 1768. El 23 de gener del 1789 fou elegit rector de la institució educativa i, en no acceptar el càrrec, pretextant el servei degut a la seva nombrosa clientela, fou severament sancionat per la universitat.
Havia publicat un llibre sobre les malalties venèries el 1762 que es traduí al castellà dos anys després. En el llibre aconsellava el consum d'unes pastilles amb mercuri, d'invenció pròpia.

## Obres
- Carcassonne, B. Traité des maladies vénériennes, avec moyen sûr & facile pour les guérir.  Perpinyà: chez G.S. Le Comte, 1762.
- Carcassona, Bertrand. Tratado de las enfermedades venereas, en el qual seda a luz un methodo seguro y facil...Secreto para curar radicalmente el morbo llamado venereo ó las bubas.  s.l.: s.n., 1764.